# 土偶

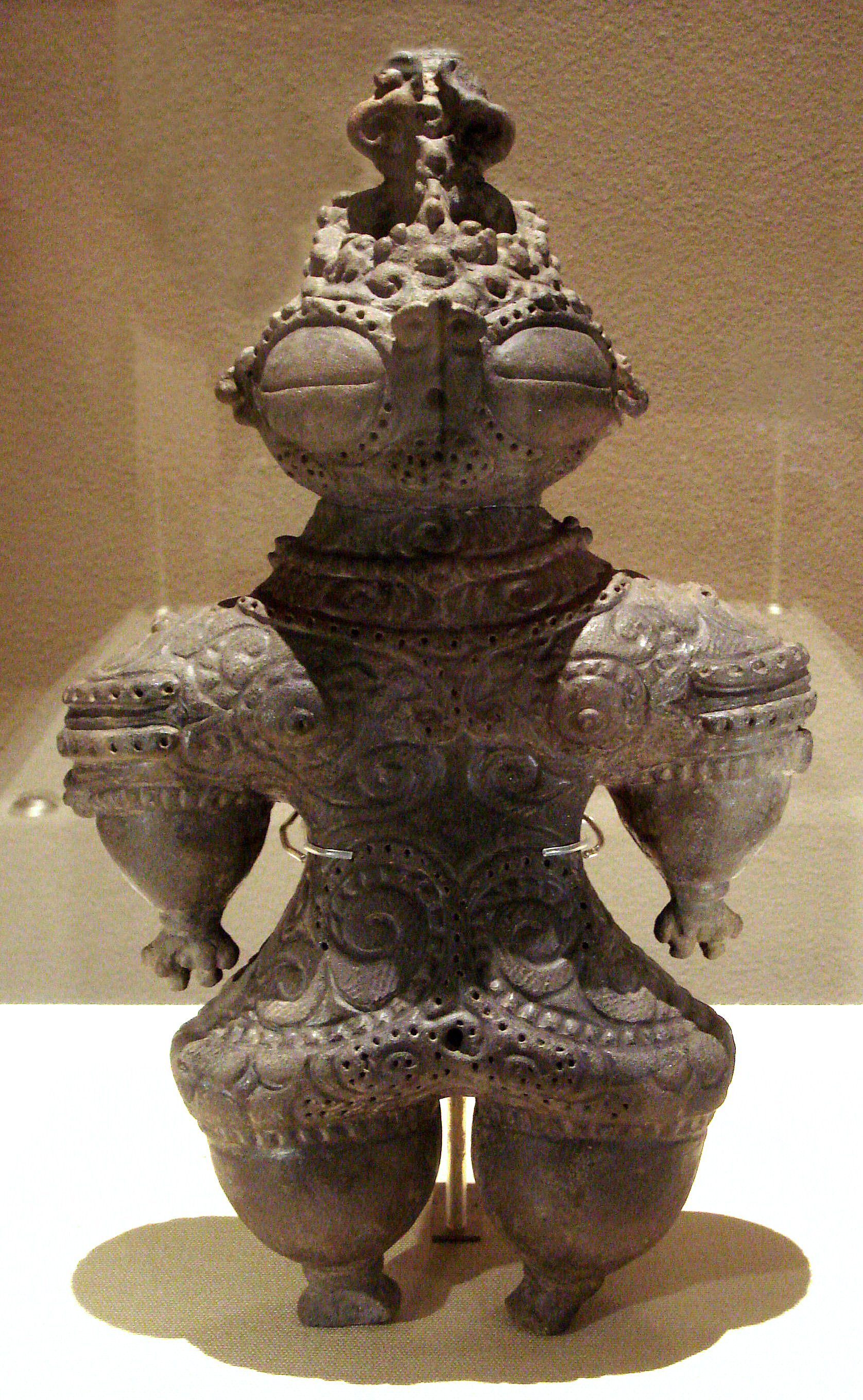
遮光器土偶

土偶（日语：／ Dogū */?）是人形陶土製品，日本繩文時代的代表性遺物。早期即有發現，多數在中期以後。到了繩文後期，土偶的製作漸少。東日本分布尤其密集，種類很多。一般認為土偶是女性形象。有的說法強調這與生殖和豐盈的生活有關，是宗教、咒術儀式的對象。

## 背景
繩文時代的人們生活逐漸轉為定居，建造豎穴住居並進行栽培。從同時代考古發現的大量祭祀遺跡推測，繩文人具有萬物皆有靈的宗教觀，它們崇拜自然、敬畏自然，有以精靈、自然靈為祭祀對象的儀式，並有可能有初步的亡灵概念。

## 來源
神和女人是土偶重要的形象來源，大部分土偶具有女性性徵，長相奇特，人神同形，一般認為和當時的宗教觀關係密切，也可能是當時以母系為社會生產、生活中心的社會，對女性崇拜的表現。

## 特色
依據時代的演進，繩文土偶從抽象發展到具象，在不同時期有不同特色：

### 前期

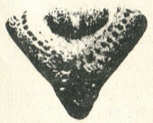
繩文前期的土偶

有十字形、倒三角形、T字形等，造型較為平面，有簡化的五官、揉捏的小鼻和兩個小洞的眼睛。若非明顯的乳房或臉部特徵，很難被辨認為人像。

### 中期
造型複雜許多，整體的立體感也大幅提升，關於人像的具體特徵也有較清楚的臨摹，如凸線眉毛、大而明顯的眼睛。

### 後期
到後期，土偶的製作漸趨面具化，有高度裝飾性，且具有抽象的表現，會刻意凸顯某個器官或特徵。最晚期出土的土偶可發現繁複凸起的繩文，且有巨大的蟲形或貝殼形眼睛，如此時期的著名器件「遮光器土偶」。

## 功能

### 祈求豐饒
土偶有一說是表現地母神，作為豐收祈願或咒術儀式之用。地母神信仰下，人們把代表地母神的土偶打碎埋進土裡，認為這些碎片就是作物的起源。也有一說是源於地母神崇拜的信仰行為。

### 地母神崇拜
有些學者認為是源於地母神崇拜的信仰行為。

### 消災
目前出土的土偶多有故意造成的破損，且多在腳上，可能是作為替身，用來消災解厄

### 護符
小的土偶被認為可能是作護身符用。

### 陪葬
有些人神同形的小土偶在陪葬物中被發現。

## 製作方法

### 原料
從考古發掘中找到的採掘坑遺址可得知當時人們的採掘習慣與選土標準，是使用較細的黏土為製作原料。
在黏土中常混有一些有機質混合材，如植物纖維、動物毛髮等；無機質混合材，如沙粒、雲母、貝殼碎片。

### 成形
使用捏製法。
較高的土偶如心型土偶（ハート形土偶（页面存档备份，存于））主幹得部分會用預先燒製過的陶條作為支撐，再接上頭部與四肢。
底座的敷料可從器物的底部得知，多使用木、葉、或編織的草蓆。

### 裝飾
繩文時代發現的土偶多為女性，而其裝飾多具有明顯的乳房，線條則多被解釋為妊娠紋。

### 燒製
為露天燒製，溫度越在攝氏600~800度之間，算是低溫燒製的陶器。因燒製溫度不均產生灰黃色或暗紅色的斑點。

## 考古調查
分布上，土偶出土多在東日本，西日本則較為罕見。目前最著名的是宮城縣惠比壽田恵遺跡出土的土偶，但不同的土偶間造型差異也不小。
目前最早的土偶，出土於三重縣、滋賀縣，是繩文草創期。

### 遺跡
這時期的繩文遺跡特別多， 以北海道、北東北為中心的繩文遺跡群包含了繩文時代各個時期(草創期、早期、前期、中期、後期、晚期) 的遺跡，為18個遺跡構成的考古遺跡群，出土了繩文人生活的遺跡(村落遺跡、貝塚)並展示著名的繩文土器與土偶。
其中三内丸山遺跡為目前日本所發現規模最大的繩文村落遺跡，約為繩文時代5500-4000年前(繩文時代前期中至繩文中期末)，占地24公頃。出土了繩文人生活的痕跡(穴居、大型柱狀建築物、貝塚)與繩文陶器、大型板狀土偶。
其中：大船遺跡出土了中空土偶，三内丸山遺跡出土了大型板狀土偶，亀ヶ岡石器時代遺跡出土了著名的遮光器土偶，現存於東京美術館。

### 年代劃分
| 13000BC-9000BC | 草創期 |
| 9000BC-5000BC  | 早期   |
| 5000BC-3000BC  | 前期   |
| 3000BC-2000BC  | 中期   |
| 2000BC-1000BC  | 後期   |
| 1000BC-300BC   | 晚期   |

## 著名器件

### 遮光器土偶
繩文時代晚期，高34.8公分
青森縣西津郡木造町遺跡出土
東京國立博物館收藏

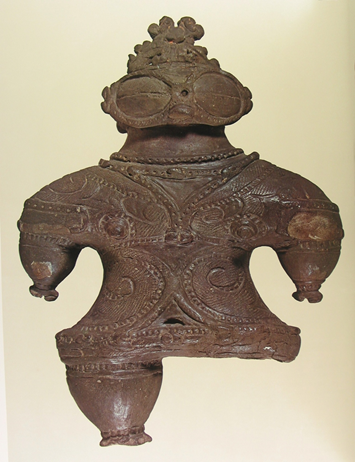
遮光器土偶

雙目特別大且帶有眼鏡，判斷可能是為了抵擋雪地強烈的反光而配戴，因此取名遮光器土偶。頭頂有突出王冠加以裝飾，頸部及手足特別粗壯，兩個乳頭突出，一般認為是女性形象，全身覆蓋漩渦紋，可能為當時的服裝花紋式樣。

### 繩文的女神
繩文時代中期，高45公分
山形縣舟形町西ノ前遺跡出土
山形縣立博物館收藏

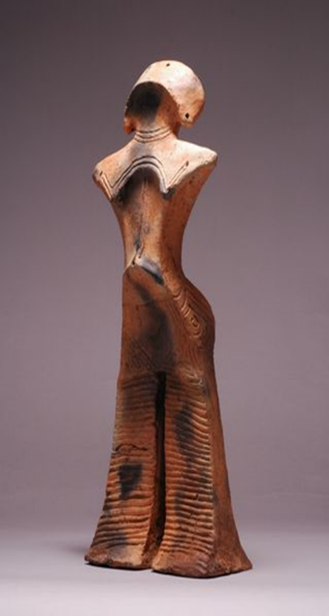
繩文的女神

平成四年(1992)在山形縣進行考古調查，並在西ノ前遺跡挖掘出土目前最高的繩文土偶，並有著八頭身的完美比例，因為美麗的外觀與玲瓏的身形因此被稱作「繩文的女神」，也作為當時繩文文化信仰的代表性藝術品。2012年4月，「繩文的女神」土偶被指定為國寶。

### 懷孕土偶
繩文時代中期，高27公分、重2.14公斤
長野縣棚畑遺跡出土
尖石縄文考古館收藏

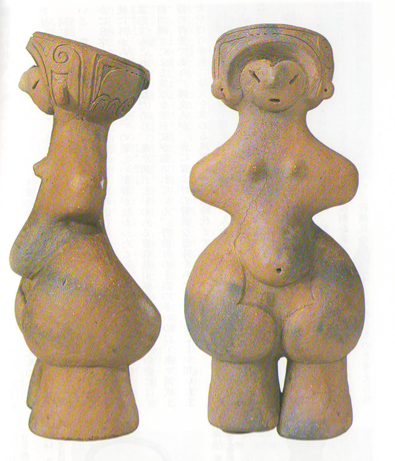
有懷孕特徵的土偶

1986年九月在長野縣棚畑遺跡出土的完整大型土偶，1995年被指定為國寶。土偶頭部上方平坦，上有漩渦紋裝飾，判斷為帶有帽子或髮型裝飾。有心形的臉部與尖尖的鼻子，缺乏手臂女性特徵明顯，以隆起的肚子與大而誇張的臀部象徵懷孕的女性。整件作品有很好的拋光與光澤，因為黏土混和雲母故呈現閃閃發光的表面。

### 心形土偶
繩文時代晚期，高30.5公分
群馬縣吾妻郡吾妻町鄉原遺跡出土
東京國立博物館收藏

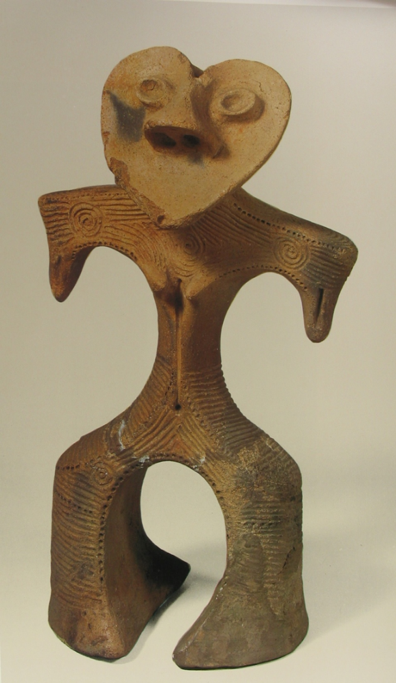
心型繩文土偶

繩紋後期關東地區做了很多心形臉的土偶。 1941年第二次世界大戰時，鐵路公司在吾妻站進行建造時發現。 土偶具有不尋常的心形臉，大而明顯的鼻子，耳朵、臉頰、下巴等輪廓被省略。乳房之間至肚臍的小孔中有妊娠線，可以判斷為女性。也許這是為了健康生活娃娃的誕生祈禱。
身體各處有漩渦文裝飾。有小而向下的手臂，拱狀的腿部象徵繩文時代女性具有較高的權力。當1951年展示此土偶，抽象的表現在藝術界獲得極高的評價。1965年後它已被指定為國家重要文化財產。

## 今日土偶形象的使用
由於造型特別，土偶常常出現在日本各大動漫作品裡，〈大蛇無雙〉、〈大雄與日本的誕生〉皆可看到其蹤跡。

### 超力戰隊王連者
OH Yellow搭乘駕駛的土偶砲車型機體。以超力之古代遺跡的土偶型石像為原形製造。
武器為兩門速射砲『土偶火神砲Dogu Vulcan』、兩門大口徑光束砲『土偶火箭砲Dogu Bazooka』。
王連者金剛的足部模式（左腳）

### 數碼寶貝
土偶獸，在數碼寶貝中的數碼寶貝大冒險02中首次出現。由天使獸和戰甲獸進行合體進化而來的完全體數碼獸。

### 神奇寶貝
天秤偶，在神奇寶貝中的第三世代中出現，是地上屬性和超能力屬性的神奇寶貝。
念力土偶，天秤偶的第一階段進化。

### 哆啦Ａ夢
在哆啦A夢1989年3月上映的電影版大雄的日本誕生首次登場，為反派角色 - 土靈，形象參考自遮光器土偶。
2016年3月上映的新·大雄的日本誕生為前者的重製版。

### 白貓project
在源自日本的手機遊戲白貓Project中，鎧殼系的頭目怪獸直視土偶、怒視土偶、發光土偶，形象也是參考自遮光器土偶。

### 光之美少女
在魔法使 光之美少女！2016年2月7日 - 2017年1月29日的電視動畫，為反派角色 - Benigyo；無盡的混沌的女性幹部，在無魔法界的土偶中甦醒，有着如同中國神話雷神般外貌的怪物。

### 新幹線戰士
在新幹線戰士2015年的漫畫，為反派角色 - 罰神（バチガミ），以及2018年1月6日 - 2019年6月29日的電視動畫，為反派角色 - 第一號敵人，形象皆參考自遮光器土偶。

### 貓咪大戰爭
在源自日本的手機遊戲貓咪大戰爭中，傳奇故事篇的真傳說12-6關卡登場，為該關魔王，通關後有3%機率取得我方版本，分類為EX角色。形象參考自遮光器土偶。

## 外部連結
- Tokyo National Museum （页面存档备份，存于）
- The National Museum of Japanese History （页面存档备份，存于）
- Comprehensive Database of Archaeological Site Reports in Japan （页面存档备份，存于）, Nara National Research Institute for Cultural Properties
- Dogū from the Jōmon period, a photographic imagery database—Tokyo University, Japan （日語）
- Review of recent exhibition of Dogū at the Tokyo National Museum
- British Museum exhibition （页面存档备份，存于） of Dogū from Japanese museums, 2009